# Ailar (cràter)
Ailar és un cràter d'impacte en el planeta Venus de 8,2 km de diàmetre. Porta el nom d'un antropònim turc, i el seu nom va ser aprovat per la Unió Astronòmica Internacional el 1997.